# Rödskinnslök
Rödskinnslök[källa behövs] (Allium haematochiton) är en art i släktet lökar och familjen amaryllisväxter. Arten beskrevs av Sereno Watson.

## Utbredning
Arten förekommer från sydvästra Kalifornien i USA till Baja California och Sonora i Mexiko.